# Богуслав Самборський
Богуслав Самборський (пол. Bogusław Samborski, псевдонім — Готліб Самбор; нар. 14 квітня 1897, Варшава, Польща, Російська імперія — пом. 1971, Аргентина) — польський театральний та кіноактор.

## Біографія
Богуслав Самборський народився 14 квітня 1897 року у Варшаві. Після закінчення гімназії навчався у 1914—1915 роках в драматичній школі при Варшавському музичному товаристві. У 1916 році він грав у театрі-кабаре; в 1918-19 роках виступав у театрах Кракова і Лодзі. Брав участь у польсько-ралдянської війні. У міжвоєнний період постійно грав на сцені Польського театру у Варшаві, періодично з'являючись на сценах Львова, Кракова, Познані і Любліна.
У 1941 році Богуслав Самборський знявся у нацистському пропагандистському антипольському фільмі «Повернення додому» (реж. Густав Учицкі). Він погодився на головну роль бургомістра, швидше за все, через побоюванням за долю дружини-єврейки. Після вбивства актора-колаборанта Іґо Сима, який відбирав польський акторів для участі у фільмі, Самборський, побоюючись за своє життя, переїхав до Австрії, де знімався в кіно під ім'ям Готтліба Самбора.
Після Другої світової війни Самборський залишився в Німеччині, проте, дізнавшись, що в Польщі його заочно засудили у 1948 році до пожиттєвого ув'язнення за участь у фільмі «Повернення додому» та, побоюючись екстрадиції, він емігрував до Аргентини, де й помер у 1971 році.

## Фільмографія

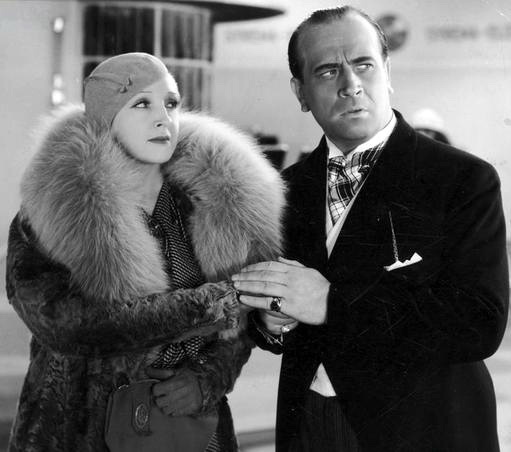
Г. Ордонувна та Богуслав Самборський у фільмі Шпигун у масці (1933)

| Рік  | Назва українською        | Оригінальна назва          | Роль                               |
| ---- | ------------------------ | -------------------------- | ---------------------------------- |
| 1921 | Чудо на Віслі            | Cud nad Wisła              | Міхал, брат Кристи                 |
| 1925 | Івонка                   | Iwonka                     | Форналь                            |
| 1928 | Переддень весни          | Przedwiośnie               | Барвіцький                         |
| 1929 | Грішне кохання           | Grzeszna miłość            | Раушке                             |
| 1929 | Дорогою ганьби           | Szlakiem hańby             | Кароль Воляк                       |
| 1929 | Поліцмейстер Тагеєв      | Policmajster Tagiejew      | Тагеєв, поліцмейстер               |
| 1930 | У Сибір                  | Na Sybir                   | Сєров полковник жандармерії        |
| 1930 | Корислива любов          | Niebezpieczny romans       | Херонім Спеванкевич, касир у банку |
| 1930 | Краса життя              | Uroda życia                | генерал Полєнов                    |
| 1931 | Десять з Павіаку         | Dziesięciu z Pawiaka       | генерал жандармерії                |
| 1931 | Небезпечний рай          | Niebezpieczny raj          | Гейст                              |
| 1933 | Історія гріха            | Dzieje grzechu             | Похронь                            |
| 1933 | Під твій захист          | Pod twoją obronę           | хірург                             |
| 1933 | Прокурор Аліція Горн     | Prokurator Alicja Horn     | Бруницький, професор               |
| 1933 | Шпигун у масці           | Szpieg w masce             | Педро, шеф агентури                |
| 1934 | Молодий ліс              | Młody las                  | Старогренадський, директор         |
| 1936 | Пан Твардовський         | Pan Twardowski             | наречений Нети                     |
| 1936 | Роза                     | Róża                       | Бенедикт Чаровіц                   |
| 1938 | Геєна                    | Gehenna                    | Теодор Косьцеша                    |
| 1938 | Кордон                   | Granica                    | Чехлинський                        |
| 1938 | Жінки над прірвою        | Kobiety nad przepaścią     | Мюлер, власник кабака              |
| 1938 | Костюшко під Рацлавіцами | Kosciuszko pod Raclawicami | Антоні Мадалинський                |
| 1939 | Дружина і не дружина     | Żona i nie żona            | Станіслав Гейст                    |
| 1939 | Брехня Крістіни          | Kłamstwo Krystyny          | Климкевич, власник «Автоконцерна»  |
| 1939 | Про що не говорять       | O czym się nie mówi…       | Корнблюм, директор кабаре «Орфей»  |
| 1941 | Повернення додому        | Heimkehr                   | бургомістр                         |
| 1945 | Шива і квітка шибениці   | Shiva und die Galgenblume  |                                    |
| 1947 | На краю світу            | Am Ende der Welt           | Стефан Грабовський                 |